# Frauenkapelle (Sonthofen)

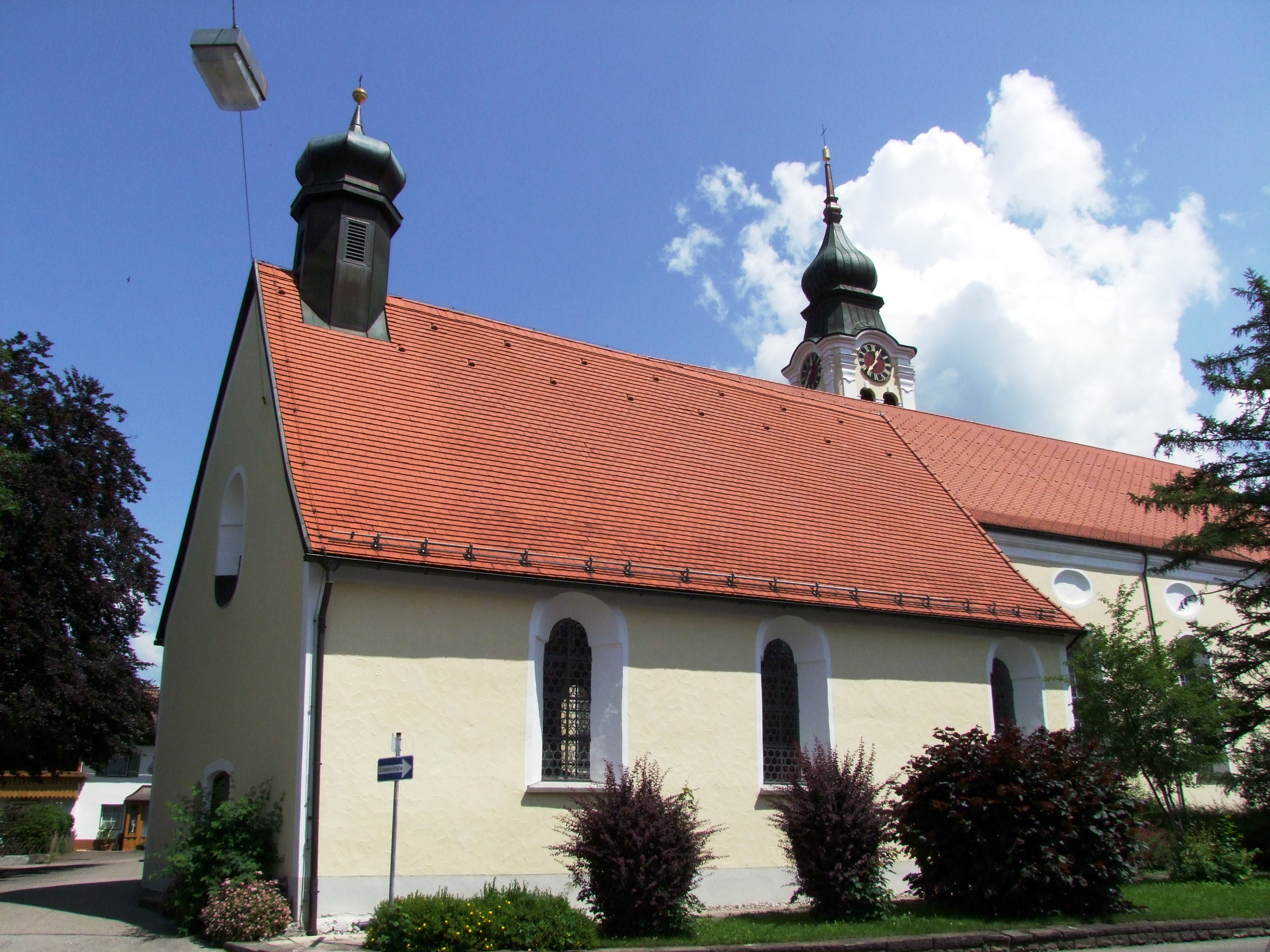
Frauenkapelle in Sonthofen

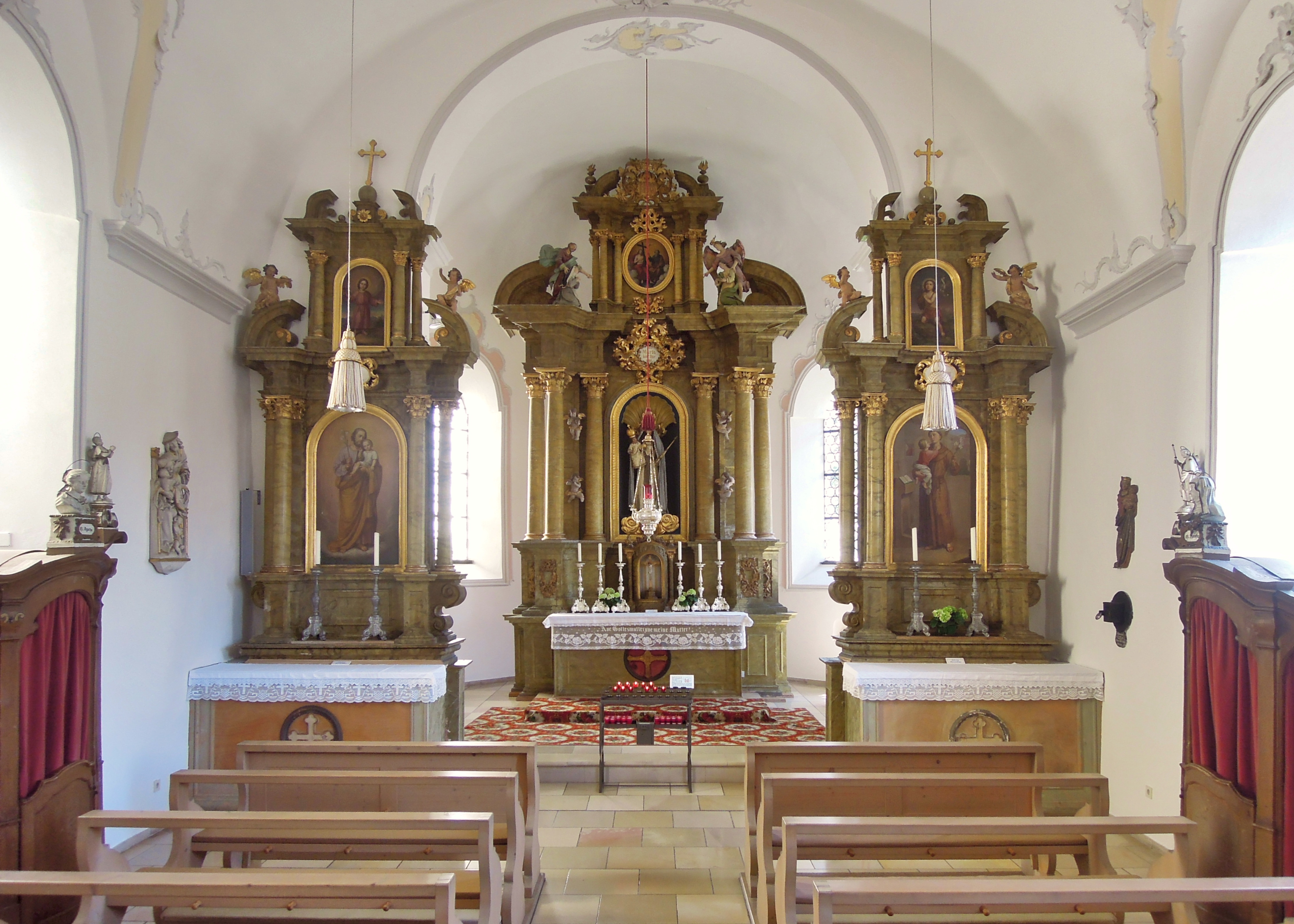
Innenraum

Die römisch-katholische Frauenkapelle steht in Sonthofen, der Kreisstadt des schwäbischen Landkreises Oberallgäu in Bayern. Das Bauwerk ist in der Liste der Baudenkmäler in Sonthofen als Baudenkmal unter der Nr. D-7-80-139-8 eingetragen.

## Beschreibung
Die Kapelle wurde 1449 errichtet und 1540 wieder aufgebaut, nachdem sie zerstört wurde. Sie wurde 1695–1697 durch Hans Weißkopf und Andreas Luibenstein umgestaltet. Sie besteht aus einem Langhaus und einem dreiseitig geschlossenen Chor im Osten. Aus dem Satteldach erhebt sich im Westen ein achteckiger Dachreiter, der hinter den Klangarkaden den Glockenstuhl beherbergt. Darauf sitzt eine Zwiebelhaube.
Der Innenraum ist mit einem Stichkappengewölbe überspannt. Das Fresko im Langhaus, auf dem die Himmelfahrt Mariens dargestellt ist, wird Franz Anton Weiß zugeschrieben. Der Hochaltar wurde 1704/05 aufgestellt. Die Büsten der Agatha von Catania, der Odilia von Köln und der Teresa von Ávila hat 1729/30 Melchior Eberhard gestaltet. Die um 1520 geschaffene Heilige Sippe wird Daniel Mauch zugeschrieben. Eine um 1515 entstandene Statue der Maria wird dem Umkreis von Jörg Lederer zugerechnet. Eine Grabplatte stammt von Ignaz Ingerl.